# Planpraz
Der Planpraz (auch Plan-praz) ist ein westlich vom Tal von Chamonix gelegener und der dem Brévent in der Bergkette der Aiguilles Rouges vorgelagerter Berg mit einer Höhe von 2000 Metern. Auf dem Planpraz befinden sich mehrere Skigebiete.
Von Chamonix kann man den Planpraz mit einer Gondelbahn erreichen. Ursprünglich handelte es sich um eine Seilbahn mit Betonpfeilern, die in den 1920er Jahren  eröffnet wurde. Sie wurde 1979 in eine Gondelbahn umgewandelt, wobei jedoch die Betonpfeiler erhalten blieben. Im Jahre 2008 erfolgte eine vollständige Erneuerung. Der Abschnitt Chamonix-Planpraz wurde am 20. Dezember 2008 wiedereröffnet. Im Mai 2012 wurden die alten Pfeiler der ursprünglichen Seilbahn entfernt. In einem zweiten Abschnitt verbindet eine Seilbahn den Planpraz mit dem Gipfel des Brévent.
Vom Planpraz aus sind unterschiedlichen Wanderungen möglich, so
- zum Gipfel des Brévent (2525 m) über den Pass Col du Brévent
- zum See Lac Cornu (2276 m)
- zu den Lacs Noirs (Schwarze Seen) (2540 m)
- zum Grand Balcon Sud in Richtung Charlanon bw. Flégère.

Der Grand Balcon Sud bezeichnet einen Wanderweg von Planpraz nach Flégère, der einen einzigartigen Panorama-Blick auf das Mont-Blanc-Massiv bietet.

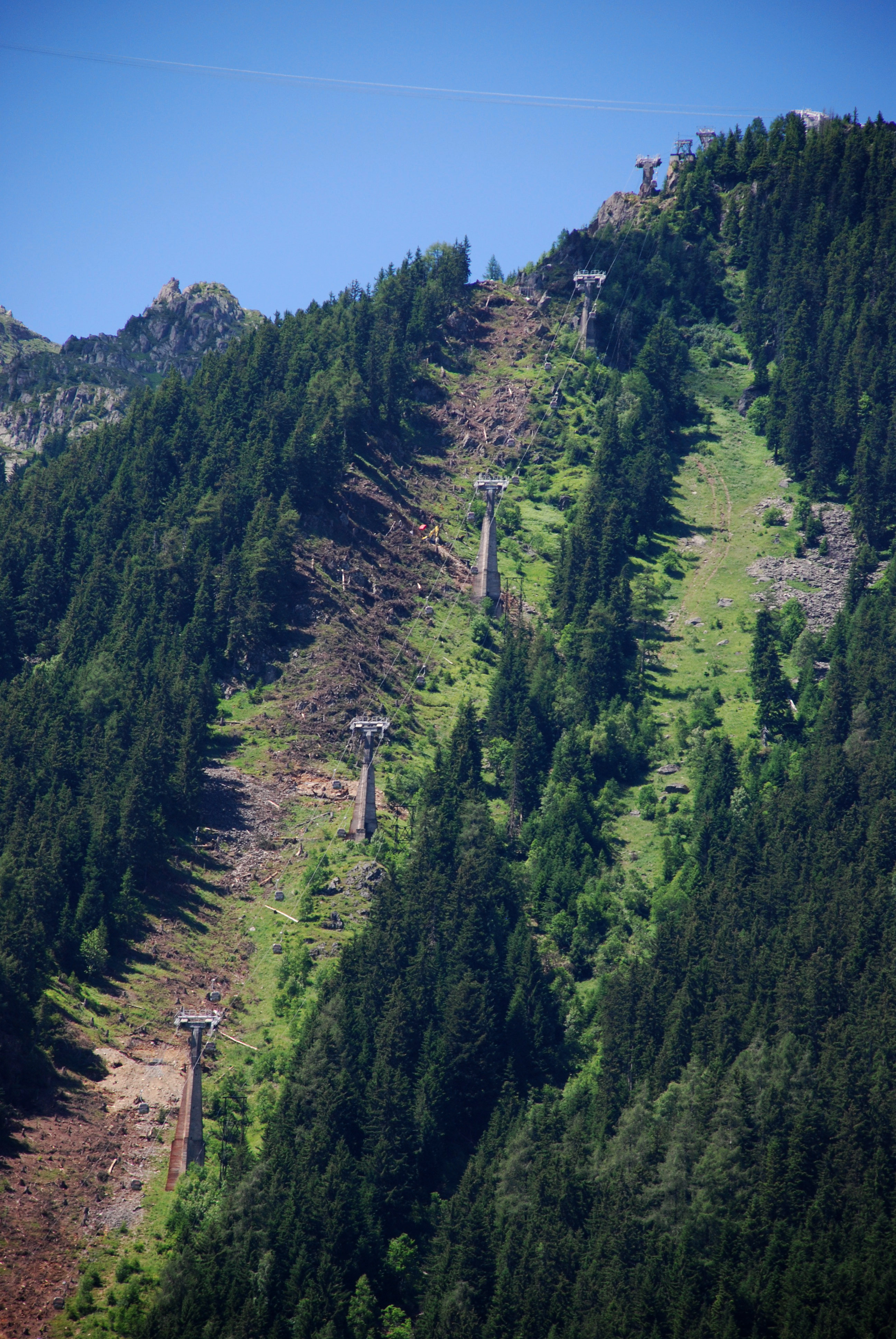
Blick auf die Gondelbahn mit den alten Betonpfeilern (2008)
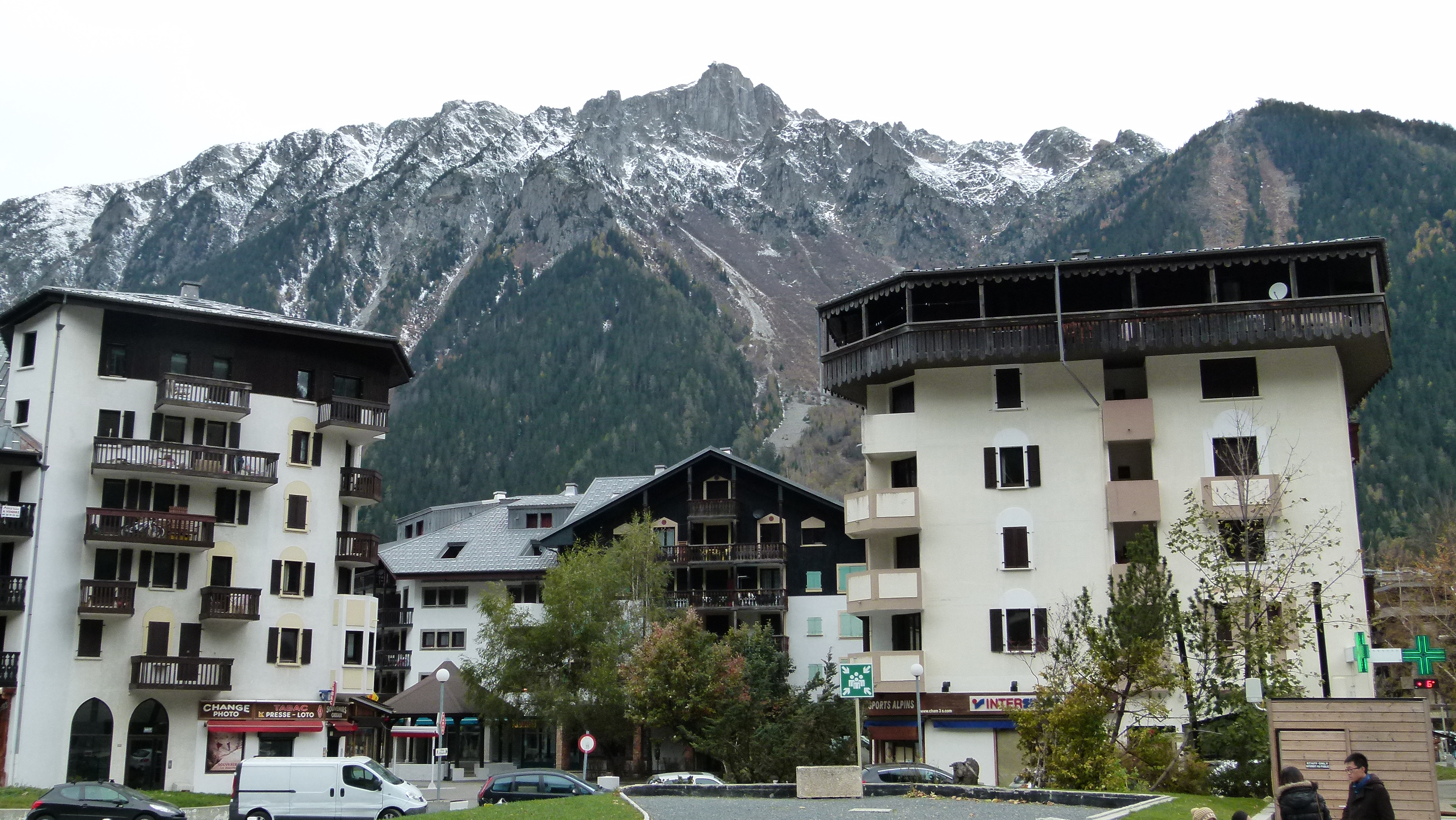
Blick von Chamonix auf den Brévent (Mitte) und Planpraz (rechts)
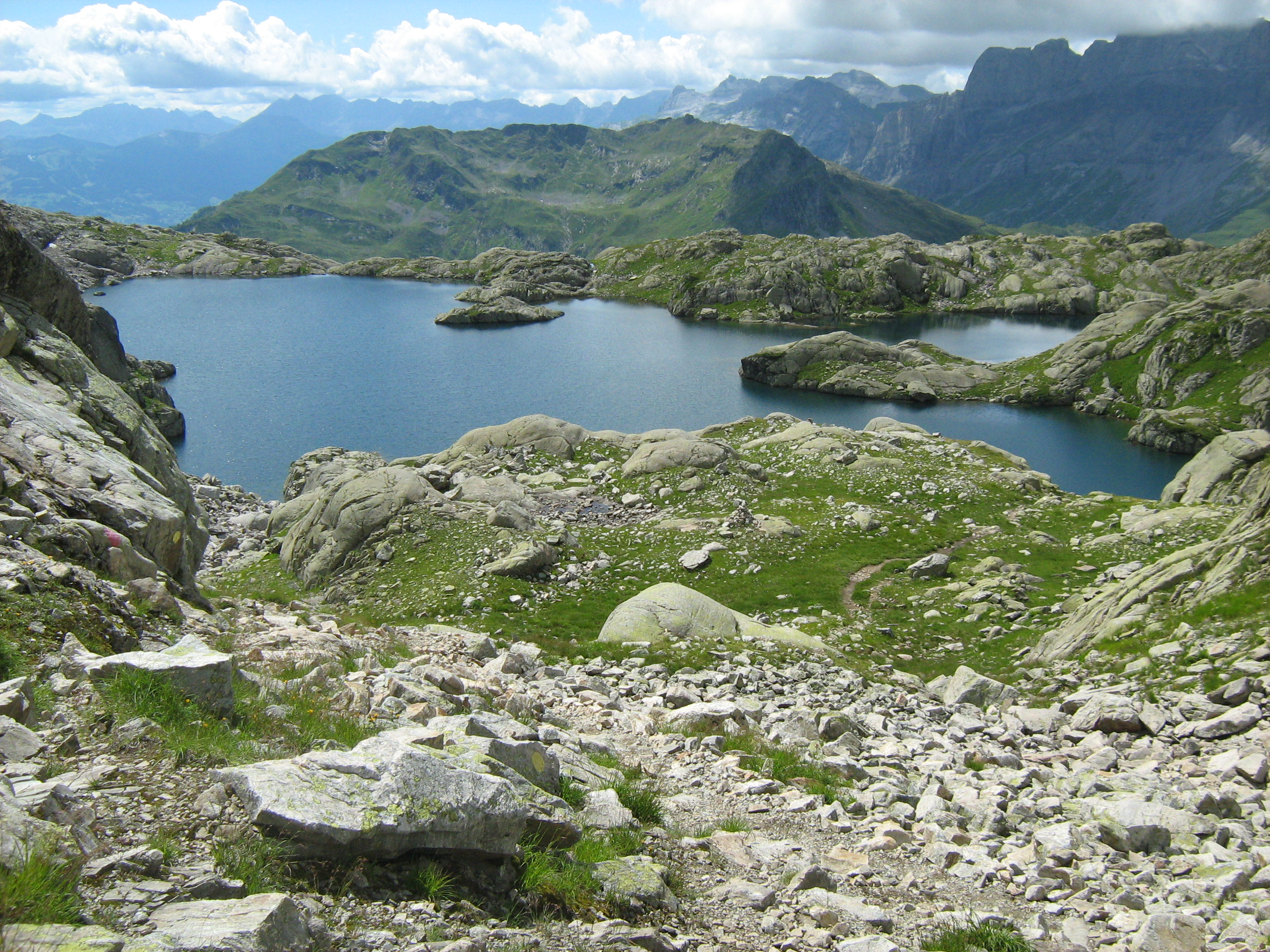
Lac Cornu
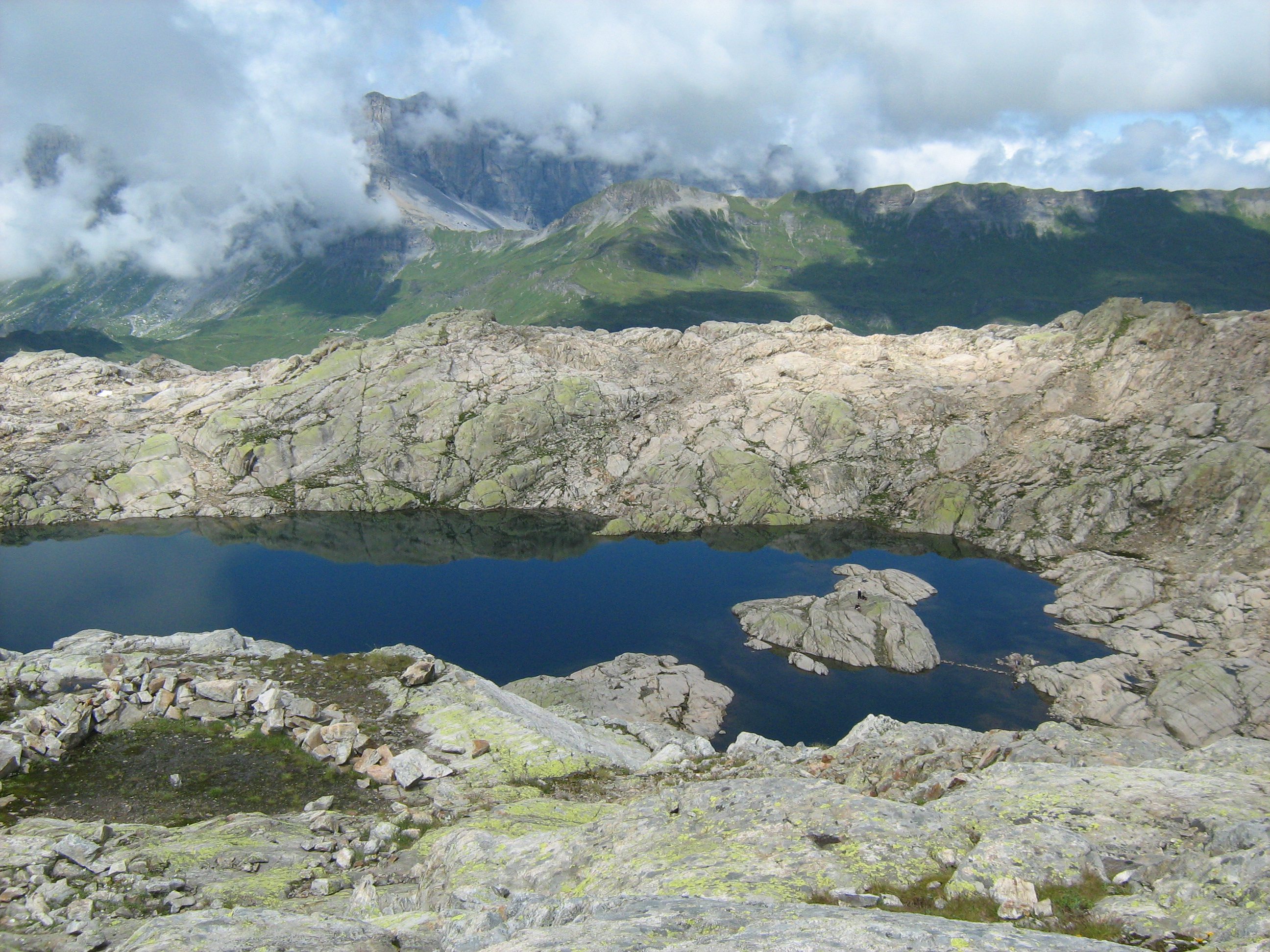
Lacs Noirs